# West Vision
West Vision（ウェストビジョン）は、かつて存在した株式会社タケ・ビジョン（親会社はアダルトビデオメーカーのジャパンコーポレーションで、社長の宗像武久の名前に由来）のアダルトゲームブランド。
「コンシューマーでは出せないゲームを作る」という開発方針を立てていたほか、ディレクターのちゃたは個人の方針として「新しい風を吹き込んで新規ユーザーを開拓する」を建てている。
サブブランドに『TAKE』（タケ）『パンプキンソフト』『ninetail』（ナインテイル）『dualtail』（デュアルテイル）『黒†救』（クロス）がある。雄図グループのブランドで活躍していた原画家も複数参加している。当初、各ブランドのウェブサイトには「afrox.net」のドメインを使用していたが、後期には「.tk」ドメインに統一された（あんでるも同様だった）。2008年10月に同社所属の鬼影姚ニ、け～まるを初めとしたスタッフが退社し、『ninetail』ブランドは独立している。

## 作品一覧
- TAKE
  - LIGHT MY FIRE-はじめまして-
  - ぬれぎぬ
  - ドキドキスロットパニック
- West Vision
  - Venus Rave 〜黒き瞳の女神〜
  - 狂想の肉宴
  - 部費げっちゅ〜!
  - オゲレツ大百科
  - ちょこっと☆ラプソディ
  - 狂想の肉宴弐
  - 永遠月の巫女
  - いけない保健室
  - 乳辱遊戯
  - オゲレツ大百科外伝 〜マシーナの輝石〜
  - OL狩り 〜濡れたオフィス〜
  - かくれエッチ
  - 淫乳団地妻
  - 体育倉庫 〜少女達の散華〜
  - 凌辱ファインダー
  - 汚辱遊戯
  - 淫乳家族 〜僕と母と姉と妹と〜
  - 接待倶楽部
  - ちちくりナース24時
  - 皇女凌俗放送 〜楽園のプロパガンダ〜
  - 幼辱 〜天使たちの檻〜
  - 巨乳極楽セミナー
  - 接待媚品 〜巨乳OL達の淫らな午後〜
  - 乳セレブ
  - 宿り蟲 〜僕が触手で触手が僕で〜
  - 爆乳喫茶
  - 理詠子 〜謀略の連鎖〜
  - かんちち☆すい～と 〜陥没乳首の診療日誌〜
  - 性奴学艶祭 〜肉欲に溺れる女教師達〜
  - 爆乳ナース
  - 乳姫大祭
  - 浮気妻 〜巨乳人妻乱れマンション〜
  - hide mind
  - 淫行可憐同好会
  - 体育倉庫物語 〜幼性の夏休み〜
  - 双子隷嬢
  - ひみ☆ツイ
- 黒†救
  - 汚染
  - Q
  - 淫縛病棟
  - 淫縛家族
    - 原画は全てチャイニー・スウが担当
- ninetail
- dualtail(DualMage)
  - 上記2ブランドの作品はninetail#作品一覧を参照。

## 主なスタッフ
- 原画
  - トシぞー
  - 丹下げんた
  - てってち
  - 影道
  - 麻倉桜
  - AGA
- シナリオ
  - 黒崎将弘
  - 鬼影姚ニ
  - 西矢沙広
  - 紺野かほる
  - 板皮類
  - あくまっこ